# 30564 Оломоуць
30564 Оломоуць (30564 Olomouc) — астероїд головного поясу, відкритий 28 липня 2001 року.
Тіссеранів параметр щодо Юпітера — 3,399.